# KNTV (일본의 방송사)
KNTV 주식회사는 전문 종합 채널인 KNTV을 운영하고 있는 일본의 위성 일반 방송 및 국제방송 사업체이다. 대한민국의 MBC와 SBS 프로그램을 중심으로 전세계 방송하고 있다.

## 개요
1996년 스카이퍼펙이 개국함과 동시에 방송을 시작하였다. 방송 초기에는 대한민국의 뉴스 프로그램을 생방송하는 등 일본에 거주하고 있는 한국인을 대상이었지만 개국 후 대한민국의 드라마가 일본인에게 인기를 끌면서 대한민국 드라마와 K-POP, 버라이어티, 뉴스등 일본어와 한국어, 영어, 중국어, 아랍어, 러시아어, 베트남어, 포르투갈어 등 전세계 언어로 자막과 함께 방송하고 있다. 2008년 MBC, SBS가 KNTV 국제방송에서 송출하고 있다.
2003년 개국한 KBS 월드의 개국 이후 SBS와 MBC의 합작사로 넘어갔다가 현재는 SM엔터테인먼트 산하가 되었다.

## 같이 보기
- DATV (경쟁 채널)